# Pablo Picasso
Pablo Ruiz y Picasso, all'anagrafe Pablo Diego José Francisco de Paula Juan Nepomuceno Maria de los Remedios Cipriano de la Santísima Trinidad Ruiz y Picasso (Malaga, 25 ottobre 1881 – Mougins, 8 aprile 1973) è stato un pittore, scultore e litografo spagnolo, tra i più influenti del XX secolo.
Snodo cruciale tra la tradizione ottocentesca e l'arte contemporanea, Picasso è stato un artista innovativo e poliedrico, che ha lasciato un segno indelebile nella storia dell'arte per esser stato il fondatore, insieme a Georges Braque, del Cubismo. Dopo aver trascorso una gioventù tempestosa, ben espressa nei quadri dei cosiddetti periodi blu e rosa, a partire dagli anni venti del Novecento conobbe una rapidissima fama; tra le sue opere universalmente conosciute vi sono Les demoiselles d'Avignon (1907) e Guernica (1937).
Con oltre 13.000 dipinti e disegni, detiene il primato mondiale della produttività artistica.

## Biografia

### Giovinezza e adolescenza

#### Origini familiari e primissimi anni
Pablo Picasso nacque a Malaga, nel sud dell'Andalusia, il 25 ottobre del 1881, in Plaza de la Merced. Era il primogenito di Don José Ruiz y Blasco (1838-1913), pittore di modesta levatura che lavorava come insegnante di disegno alla Scuola delle Belle Arti e conservatore del Museo della città, e di Maria Picasso y López de Oñate (1855-1939), di origini italiane per parte paterna (il bisnonno materno del futuro artista, Tommaso Picasso, era originario del comune genovese di Sori e si stabilì in Spagna nel 1807). Al giovane Pablo furono dati, come tradizione spagnola vuole, numerosissimi nomi, tutti in onore di vari santi e parenti: Pablo Diego José Francisco de Paula Juan Nepomuceno Maria de los Remedios Cipriano de la Santísima Trinidad Ruiz y Picasso, dei quali gli ultimi due tratti dal padre e dalla madre, ai sensi della regola del "doppio cognome" vigente in Spagna ed in molti paesi latinoamericani.
La scrittrice Gertrude Stein ricorda la famiglia di Picasso con queste parole:

#### A Malaga e A Coruña

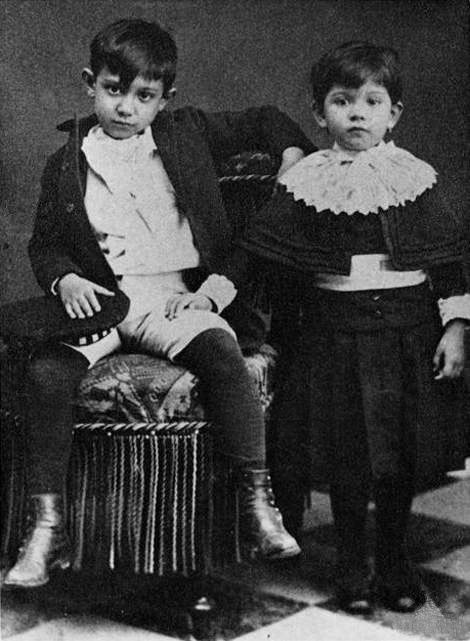
Un giovane Picasso con la sorella Dolores, detta Lola, in una foto scattata nel 1889.

Picasso rivelò precocemente uno spiccato talento artistico: secondo la madre, le sue prime parole furono «piz, piz», abbreviazione di lápiz, che in spagnolo significa «matita». La formazione del giovane Pablo avvenne sotto la guida del padre Don José, che valorizzò il precoce talento del figlio introducendolo all'esercizio della pittura e allo studio dei grandi maestri. Picasso si avviò al mestiere di pittore durante il proprio apprendistato presso il padre, realizzando già nel 1888-89 il suo primo dipinto, El picador: ne seguirono molti altri, tutti caratterizzati da un'eccezionale abilità tecnica che si dice abbia spinto uno sbalordito Don José, ormai superato dal giovane allievo, a rinunciare alla tavolozza e ai pennelli.
Nel 1891 la famiglia di Picasso si trasferì a La Coruña, in Galizia, dove Don José aveva accettato l'impiego più redditizio di insegnante nella scuola d'arte locale, l'Istituto da Guarda. «Sebbene mio padre fosse disperato, per me il viaggio a A Coruña era come una festa»: Pablo, a differenza del padre, ricorderà con molta gioia il soggiorno quadriennale nella città galiziana, dove ebbe modo di perfezionare le proprie doti artistiche frequentando, a partire dal 1892, i corsi di disegno della Scuola di Belle Arti. Picasso, in questo stesso periodo, diede prova del suo talento anche attraverso l'ideazione e la raffigurazione di riviste con nomi puramente di fantasia, quali La torre de Hercules, La Coruna, e Azul y Blanco.

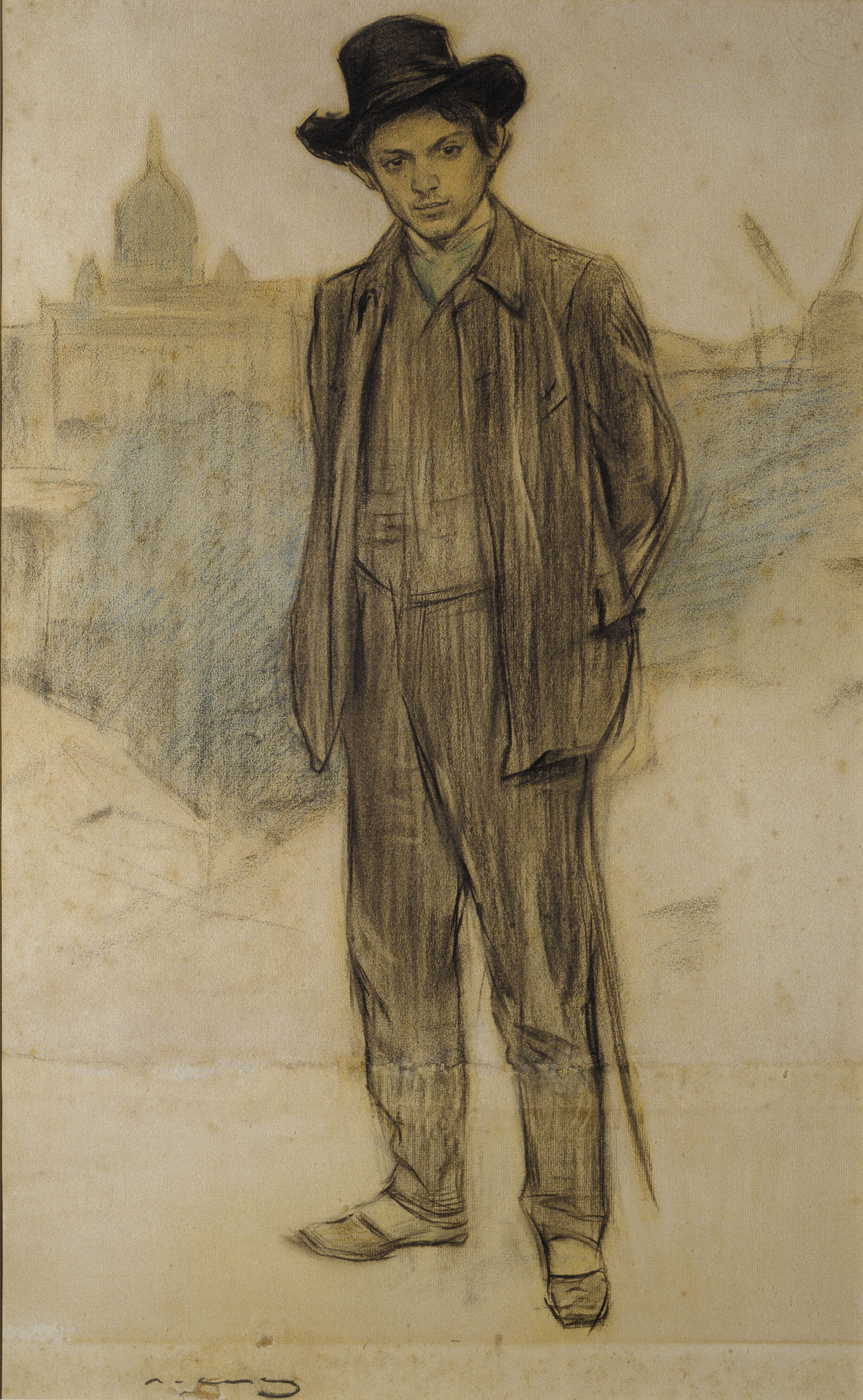
Ramon Casas, Ritratto di Pablo Picasso (1900); olio su tela, 69 × 44,5 cm, Museu Nacional d'Art de Catalunya.

#### Adolescenza a Barcellona e Madrid
Intanto, la madre María ebbe altre due figlie: Dolores (detta Lola) nel 1884, e Concepción (detta Conchita) nel 1887, destinata a morire nel 1895 di tubercolosi, a soli sette anni di età. Nell'ottobre dello stesso anno, inoltre, Don José venne nominato professore a La Llotja, e la famiglia Ruiz si trasferì a Barcellona, proprio nello stesso periodo nel quale l'ingegner Ildefons Cerdà stava realizzando l'Eixample. Pablo approdò insomma in una metropoli ricca di suggestioni culturali, animata dai nuovi fermenti del Modernismo catalano e da una sostanziale «indipendenza politica, stabilità economica e prosperità artistica».
Nel 1896, riconoscendo il suo talento, con l'aiuto del padre Picasso aprì un atelier a Calle de la Plata. Da questo studio, condiviso con l'amico Manuel Pallarès, uscirono diversi quadri che conobbero tutti una calda accoglienza: L'enfant de choeur (1896), La prima comunione (1895-96) e Scienza e carità (1897), guadagnandosi con quest'ultima tela anche una menzione d'onore alla mostra nazionale di Belle Arti a Madrid e, successivamente, un premio a Malaga. Incoraggiato sia dal successo ottenuto, sia soprattutto dai crescenti attriti con il padre, che lo voleva a Monaco di Baviera (a suo giudizio, «città dove si studia seriamente la pittura senza occuparsi delle mode come il pointillisme e tutto il resto»), Picasso decise di imprimere un più decisivo impulso alla propria formazione artistica trasferendosi a Madrid. Nella città madrilena il giovane pittore venne rapidamente ammesso ai corsi dell'Accademia Reale San Fernando, e visitò assiduamente il museo del Prado, dove venne a contatto con le opere di Velázquez, El Greco, Zurbarán e Goya.
La permanenza madrilena di Picasso, tuttavia, si protrasse per un solo, duro inverno, dopo il quale venne colto da un feroce attacco di scarlattina che lo costrinse, nella primavera del 1898, a trascorrere ben otto mesi a Horta de Ebro presso i genitori di Pallarès, per poi finalmente fare ritorno a Barcellona.

#### Els Quatre Gats

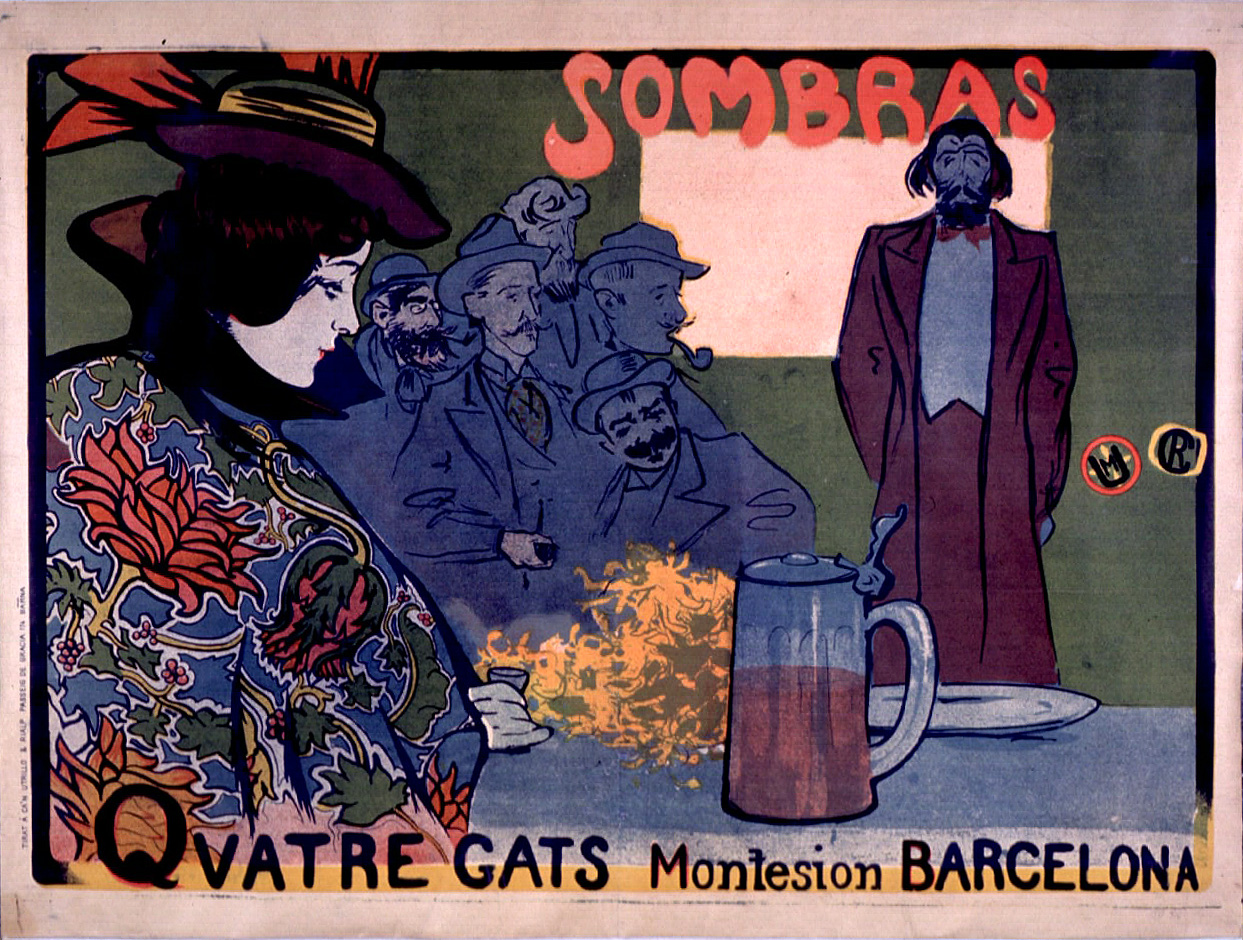
Manifesto pubblicitario per Els Quatre Gats.

L'Els Quatre Gats («i quattro gatti») era un locale aperto nel 1897 nella modernista Casa Martí, sul modello dei cabaret parigini. Il gestore della taverna era Pere Romeu che, sedotto dall'atmosfera di Le Chat noir a Parigi, decise di imitarne il tema di birreria al contempo frequentata da artisti e intellettuali. La sua idea fu vincente, tanto che Els Quatre Gats divenne rapidamente uno dei ritrovi preferiti della «Rinascenza catalana», ospitando un cospicuo numero di artisti, politicanti, poeti e vagabondi che diffondevano la musica di Wagner, il pensiero di Nietzsche, l'arte dello Jugendstil e dei Preraffaelliti inglesi.
Tra la scapigliata bohème barcellonese che bazzicava per Els Quatre Gats vi era anche un giovane Picasso che, nel pieno delle sue tendenze ribelli, a partire dal 1897 cominciò a frequentare assiduamente la taverna, divenendo rapidamente uno dei membri maggiormente in vista. Qui, oltre ad ascoltare le lunghe riunioni di artisti come Ramon Casas, Miquel Utrillo e Santiago Rusiñol, si legò di stretta amicizia con Carlos Casagemas, un poeta e buon pittore figlio di un diplomatico; nella sala delle rappresentazioni teatrali della taverna, addirittura, si inaugurò nel febbraio 1900 la sua prima mostra personale, con l'esposizione di diversi suoi disegni (perlopiù ritratti di amici). Come riferito da Sabartés, la generazione artistica catalana voleva «che il pubblico sapesse che un altro artista oltre a Casas disegnava, che Casas non era il ritrattista di tutti e che le sue mostre non rappresentavano la sola arte esistente [...]». «Noi volevamo soprattutto [...] far arrabbiare il pubblico», avrebbe poi aggiunto.

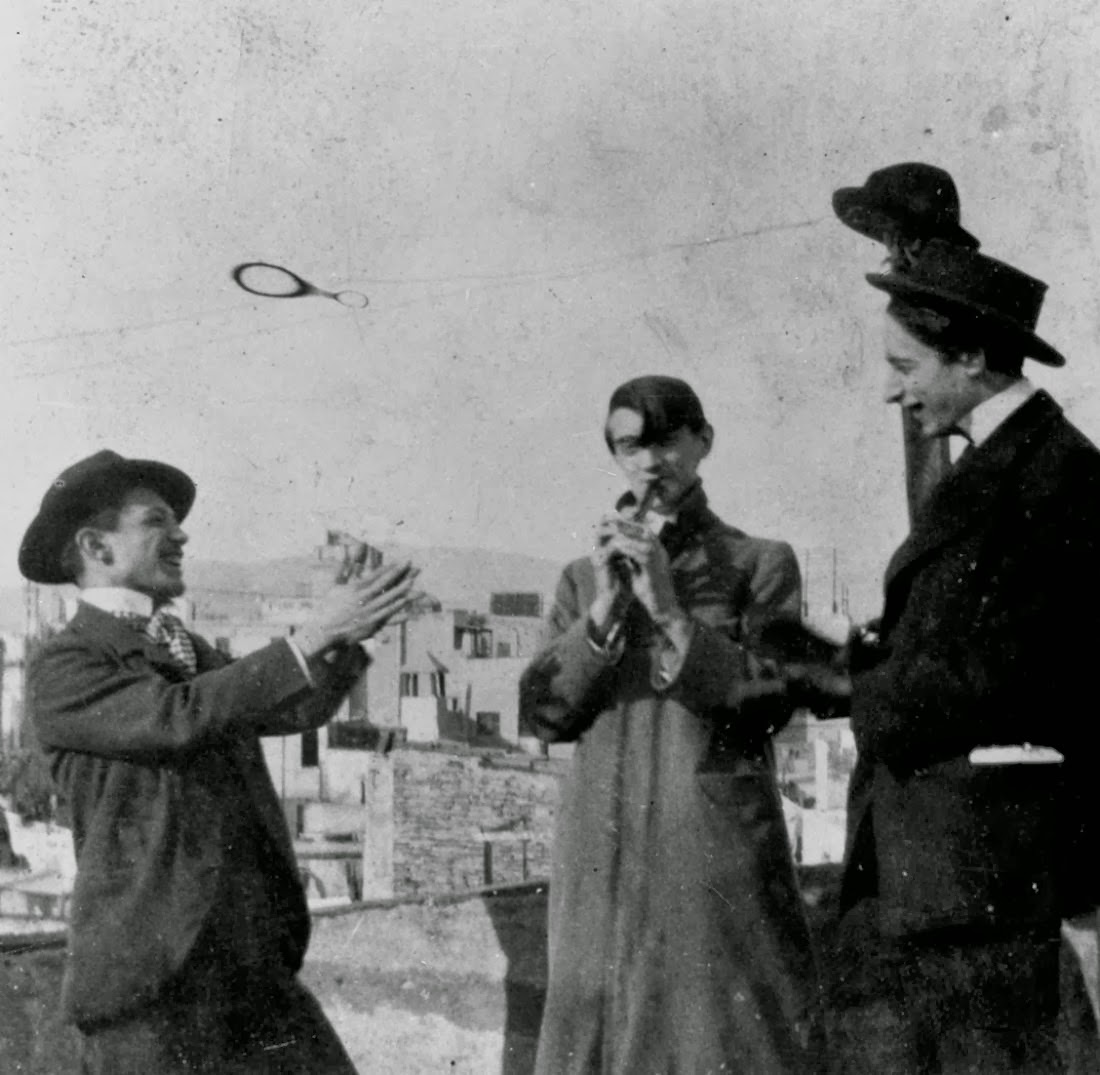
Pablo Picasso con l'amico Carlos Casagemas (a destra).

### La bohème di Parigi

#### Primo viaggio a Parigi
Frattanto, Picasso maturò il desiderio di andare a Parigi, incoraggiato dal contagioso entusiasmo dei suoi amici dell'Els Quatre Gats che ne decantavano lo status di capitale delle arti e delle mode. Fu per questo motivo che, malgrado un iniziale interesse a visitare Londra per studiare i Preraffaelliti, Pablo nel 1900 si recò nella Ville Lumière, nel pieno del fermento per l'appena inaugurata Esposizione Universale, dove tra l'altro era esposto un suo dipinto, nelle collezioni del padiglione della Spagna.
Il giovane Pablo, in compagnia dell'amico Carlos Casagemas, arrivò nella capitale francese in una brumosa mattina d'autunno di fine settembre 1900, alla Gare d'Orsay, indossando grosse scarpe e un feltro da moschettiere e trasportando con sé un cavalletto, una tavolozza e una scatola di colori. Picasso fu entusiasta di Parigi, non frequentata da «pittori locali» che dipingono «quadri idioti» (a differenza di Barcellona), bensì segnata da una grandiosa abbondanza di stimoli artistici, animati dalle mostre retrospettive su Delacroix, Courbet e Ingres, dalla gigantesca collezione del museo del Louvre, e dalle strade brulicanti di botteghe e gallerie. In una lettera datata 25 ottobre 1900, data del suo diciannovesimo compleanno, Picasso descrive a un suo amico catalano la vita che conduce nella capitale francese, le sue intenzioni di esporre al Salon, la vita notturna trascorsa tra i caffè-concerto e i teatri:

#### Arte Joven

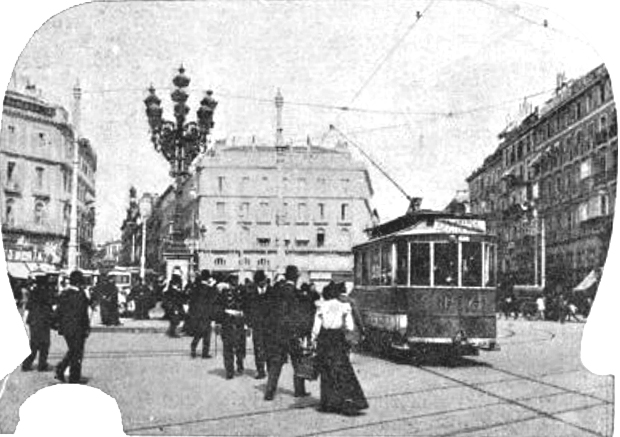
Fotografia di Madrid al principio del Novecento.

Il soggiorno francese di Picasso, tuttavia, non fu di lunga durata. L'amico Casagemas, infatti, aveva vissuto un amore tragico e non ricambiato con Germaine Gargallo, una bella ragazza in cerca di fortuna, e Pablo si affrettò a ritornare insieme con lui a Malaga, sperando che la mitezza del clima iberico potesse giovargli; i due arrivarono in Andalusia il 30 dicembre del 1900.
Picasso fu totalmente deluso dall'infelice esito del Capodanno a Malaga: nessuno dei suoi parenti, dallo zio Salvador a don José, parve felice di rivederlo, e soprattutto Casagemas non trovò ristoro nei caldi raggi del sole mediterraneo, affogando la propria disperazione negli alcolici, per poi fare nuovamente ritorno a Parigi. Fu per questo motivo che Picasso, in un accesso di scoraggiamento, decise nel 1901 di recarsi per una seconda volta a Madrid, dove ebbe l'idea di fondare insieme all'amico anarchico Francisco de Asís Soler una rivista intitolata Arte Joven [Arte giovane]. Il primo numero di questa pubblicazione, che si proponeva di instaurare a Madrid il movimento modernista catalano, venne pubblicato il 10 marzo 1901; ma la rivista morì dopo cinque numeri, e per questo motivo Picasso ritornò nuovamente a Barcellona.
Fu proprio in questo periodo, inoltre, che Pablo decise di adottare il cognome materno - Picasso - come nome d'arte, forse perché era meno comune di Ruiz, ma soprattutto per ribadire la propria indipendenza artistica nei confronti del padre. In ogni caso, egli spiegò la propria scelta in questi termini:

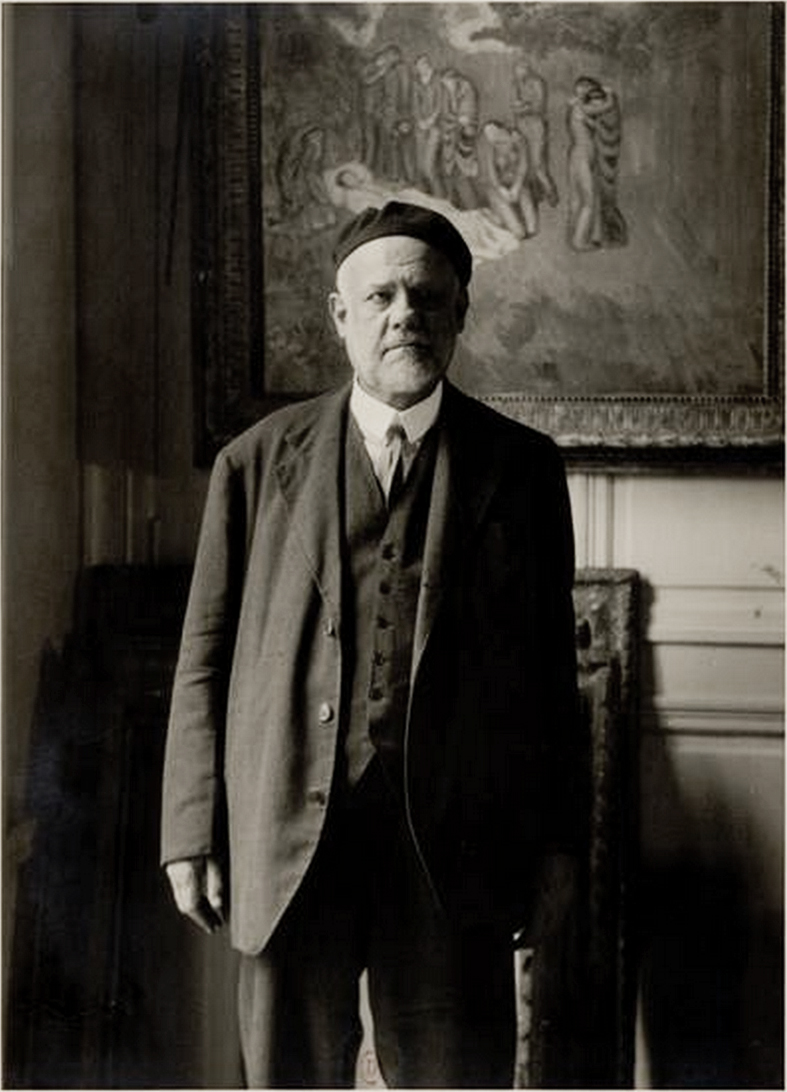
Ambroise Vollard fotografato davanti all'opera Evocación, realizzata da Picasso nel 1901.

#### Nel segno del periodo blu
Quand'era ancora in Spagna, Picasso fu colto da un grave lutto: l'amico Casagemas, reso folle dalla consapevolezza dei tradimenti messi in atto dall'amata Germaine, proprio il 17 febbraio 1901 si uccise con un colpo di pistola alla tempia destra, mentre stava cenando a Parigi in un ristorante di Boulevard de Clichy. Pablo, rimanendo profondamente scosso dalla tragica notizia, incominciò a tormentarsi e per colmare il proprio vuoto tornò ossessivamente sul dramma di Carlos, in quadri malinconici e inquieti che fanno ricorso a un impianto monocromatico azzurro. È l'inizio del cosiddetto periodo blu, che si protrasse dal 1901 al 1904.
Dopo il trapasso di Carlos, Picasso si recò di nuovo a Parigi, stavolta in compagnia di Jaume Andreu Bonsons, altro habitué dell'Els Quatre Gats. In quest'occasione il giovanissimo Pablo venne prontamente notato da un disinvolto mercante d'arte, Ambroise Vollard, già amico di Degas, Sisley, Pissarro e Cézanne; fu nella galleria di Vollard, al civico 37 di rue Laffitte, che il ventenne Picasso ebbe la soddisfazione di esporre ben sessantaquattro suoi dipinti, tra raffigurazioni di corride, scene di costume e di vita notturna.
La mostra, tuttavia, non fu un successo («non vi fu nel pubblico accoglienza migliore per l'artista», affermò Vollard), e Picasso - segnato da sofferenze e dalle pressanti condizioni economiche - da questo momento in poi fece continuamente la spola tra Parigi e Barcellona. Si trattò di un lasso di tempo di afflizione e depressione nel quale Picasso approfondì e sviluppò i temi del periodo blu, che culminarono nella primavera del 1903 con la realizzazione de La Vita, opera di difficile interpretazione (per via della simbologia lasciata volutamente oscura) che pare alluda all'impotenza creativa che affliggeva l'artista in quel periodo.

#### Montmartre e il Bateau-Lavoir: il periodo rosa
Nell'aprile 1904 Picasso si recò per la quarta volta a Parigi e vi si stabilì definitivamente, affittando per quindici franchi mensili una vecchia fabbrica di Montmartre riconvertita nel 1889 in atelier per artisti: era il Bateau-Lavoir al civico 13 di rue Ravignan (soprannome coniato da Max Jacob in riferimento alla curiosa sagoma della costruzione, mentre tra i locali era nota come la «casa del Cacciatore di pellicce»).
Grazie alla carismatica presenza di Picasso, lo studio di rue Ravignan fu frequentato assiduamente da diverse personalità di spicco. Di là dai vari esponenti della colonia catalana a Parigi, al Bateau-Lavoir l'artista incontrò Fernande Olivier, una giovane fanciulla di proverbiale bellezza che stette al suo fianco per i sette anni successivi; ma della pittoresca bande à Picasso, come venne rapidamente soprannominata, facevano parte anche André Derain, Maurice Denis, Max Jacob, André Salmon e l'inseparabile Guillaume Apollinaire, del quale godette l'amicizia per il comune interesse nella poesia (tanto che Picasso scrisse sulla porta dello studio «qui si incontrano i poeti»).
Nonostante la cronica carenza di soldi, e il perenne stato di indigenza, questo fu per Picasso un periodo assai felice. Insieme con gli altri componenti della bande l'artista andaluso si dilettava a frequentare i cabaret di Montmartre, con una speciale predilezione per Au Lapin Agile, che accettava anche quadri come forma di pagamento; si dilettavano a «fare Degas» (cercando di imitare il suo temperamento collerico) e si abbandonavano occasionalmente ai folli piaceri dell'oppio. Si respirava, in ogni caso, un'aria di allegria e di spensieratezza: fu per questo motivo che i blu di Picasso incominciarono gradualmente a perdere d'intensità, sino a divenire di una tenue tonalità rosata. Questo periodo è definito periodo rosa dagli storici dell'arte.

### La svolta cubista

#### Les demoiselles d'Avignon
Nel frattempo, Picasso si recò nell'estate 1905 nei Paesi Bassi, per fare visita all'amico Schilperoort che viveva a Schooredam. Esattamente un anno dopo, in compagnia di Fernande, visitò un villaggio spagnolo incastonato lungo i Pirenei, Gósol, dove venne a contatto con la statuaria iberica preromana, che non badava né alle proporzioni, né alla prospettiva e all'armonia; si trattò di una scoperta assai feconda, in quanto presagì la nascita di un nuovo concetto estetico, il cubismo.
Fu così che, nella primavera del 1907, nacque un'opera colossale, destinata a inaugurare la stagione cubista di Picasso: si tratta de Les demoiselles d'Avignon. Il soggetto dell'opera è l'interno di un bordello barcellonese nel quale figurano cinque donne nude, realizzate però con un linguaggio clamorosamente innovativo: le forme e i volumi del dipinto, infatti, sono scomposti, e le singole figure sono costruite secondo il criterio della visione simultanea da più lati, presentando in questo modo un aspetto che ignora qualsiasi legge anatomica.
Les demoiselles d'Avignon suscitò scandalo ed espose l'artista all'incomprensione: nessuno, da Leo Stein e Matisse all'amico Apollinaire, riusciva a comprendere il senso della nuova strada intrapresa da Picasso.

#### Il Doganiere Rousseau

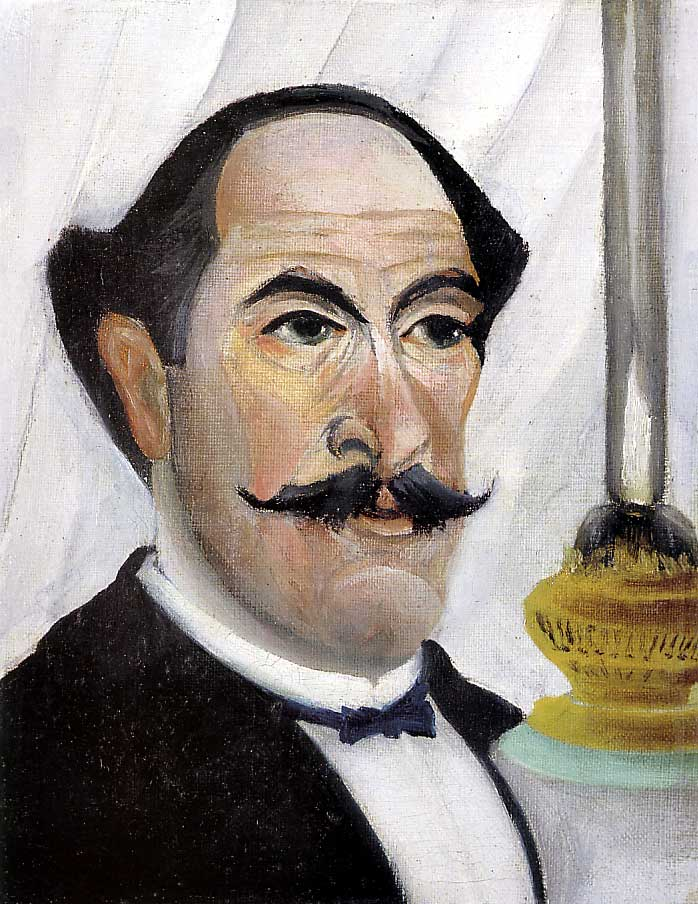
Henri Rousseau, Autoritratto, 1903.

Era da qualche anno che al Salon des Independants venivano esposti i dipinti di un piccolo uomo di nome Henri Rousseau, soprannominato da Apollinaire «il Doganiere» per via del suo precedente lavoro di impiegato del dazio. Picasso conosceva e apprezzava le opere di Rousseau dal 1906, rimanendone affascinato per la pregnante tensione onirica e per l'ingenuismo quasi folclorico. Fu per questo motivo che, nel novembre 1909, Picasso decise di organizzare al Bateau-Lavoir un leggendario banchetto in onore del Doganiere, invitando oltre alla bande à Picasso anche Leo e Gertrude Stein. La festa, in un clima di bonaria allegria e sfrenata convivialità, culminò quando Apollinaire in preda ai fumi dell'alcol recitò una poesia-burla teoricamente improvvisata (ma in realtà accuratamente preparata):
Rousseau ne fu estremamente lusingato, tanto che alla fine della serata - con immenso candore e orgoglio - confidò a Picasso: «Tu e io siamo i due più grandi pittori del mondo, tu nel genere egiziano e io in quello moderno». Quest'evento fu di grande importanza sia per il Doganiere sia per Picasso: se Rousseau vide finalmente consacrata la propria fama, per Picasso si chiuse definitivamente tutto un periodo di vita.
Altri due eventi, infine, segnarono in questo periodo la carriera artistica di Picasso: innanzitutto il breve soggiorno presso La Rue-des-Bois, un paesino tra la foresta di Hallatte e il fiume Hoise, dove eseguì dipinti dal sapore cezanniano, e poi il sodalizio con Georges Braque. I paesaggi di Braque, infatti, presentavano notevoli affinità con le opere picassiane, tanto che Matisse li stigmatizzò in quanto «composte da piccoli cubi»; successivamente, anche il critico Louis Vauxcelles - riprendendo il tagliente commento matissiano - parlò di «bizzarrie cubiste». Fu così che venne coniato il termine «cubismo», a indicare quella corrente pittorica della quale Picasso sarà uno dei principali animatori.

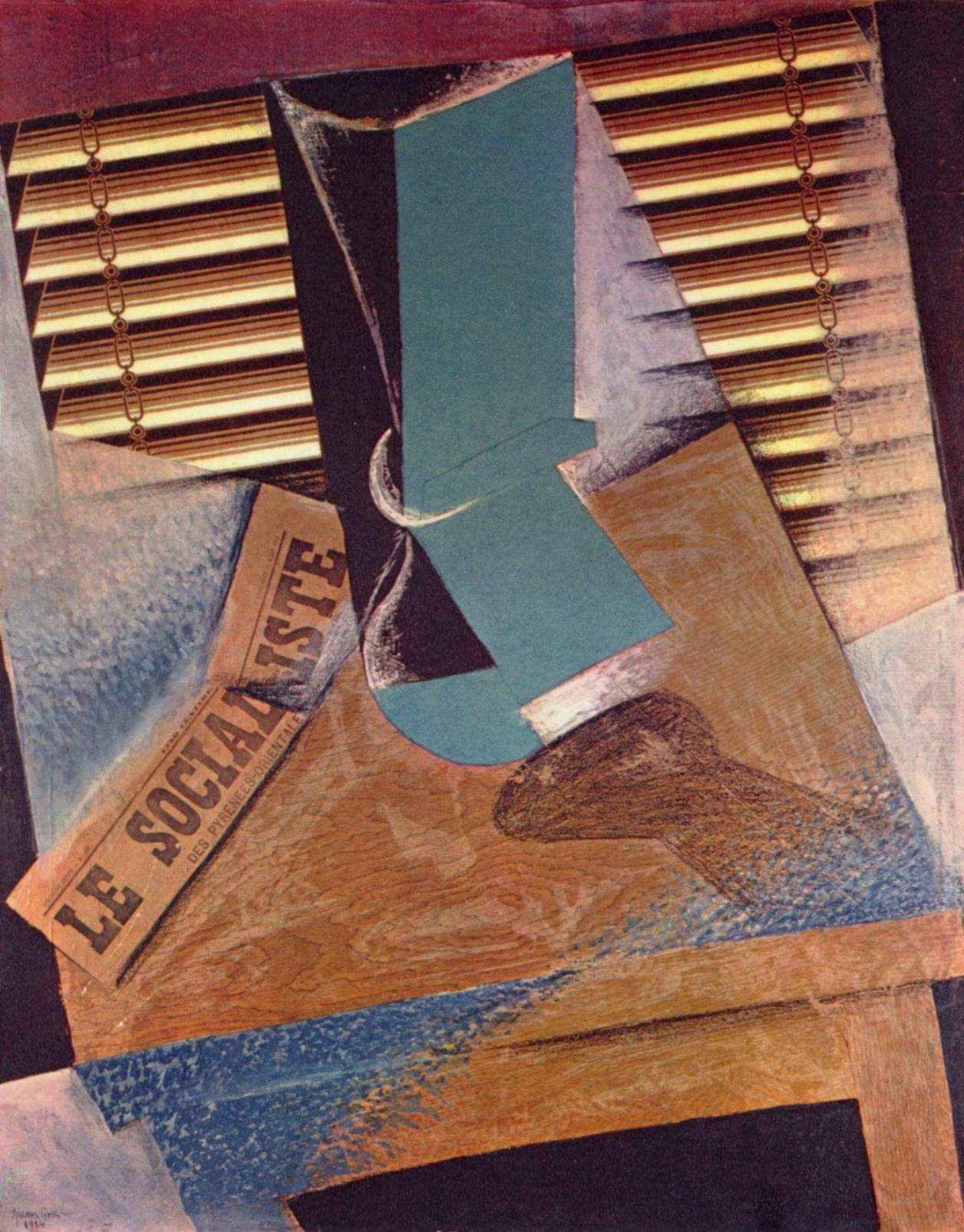
Juan Gris, La tenda del sole, 1914.

#### La nascita del Cubismo
Dopo un'ulteriore vacanza a Horta de Ebro nell'estate 1909, Picasso una volta ritornato a Parigi decise di allontanarsi dal pur pittoresco squallore di Montmartre e di affittare - insieme con Fernarde e il loro gatto siamese - un appartamento al numero 11 di boulevard de Clichy, nei pressi di place Pigalle. Qui si dedicò con assoluta e piena dedizione ai propri quadri cubisti, dando vita a opere quali La femme assise (1909) e Ragazza con mandolino (1910) e i ritratti effigianti Georges Braque (1909), Ambroise Vollard (1909-10) e Daniel-Heinrich Kahnweiler (1910). Con queste tele Picasso, meditando sulla lezione di Cézanne, intendeva studiare il rapporto tra forma e spazio mediante il trattamento schematico dei piani e la scomposizione dei volumi: da queste premesse prese forma una fase che i critici d'arte definiranno «cubismo analitico».
Nel frattempo, nonostante i dissidi iniziali, il cubismo incominciò a riscuotere consensi, soprattutto grazie alla pubblicazione di diversi saggi (Du Cubisme e Les peintres cubistes fra tutti) e all'azione divulgatrice di Kahnweiler, fiero sostenitore dell'arte d'avanguardia che organizzò mostre internazionali a Monaco, Colonia, e Berlino. Picasso, insomma, vide finalmente la propria fama consolidarsi, ma malgrado ciò questi non furono anni assai felici: ai sospetti che volevano l'artista essere l'autore del furto della Gioconda nell'agosto 1911, si aggiunsero dei gravi problemi di salute e alcuni contrasti con Fernande, che lo lasciò nel 1912. Picasso avrebbe poi intrecciato un'altra relazione sentimentale con Eva Gouel, destinata a morire precocemente di tubercolosi nel 1915, lasciando il pittore nello sconforto.
Ma se le vicende private di Picasso erano piuttosto burrascose, lo stesso non si può dire per quelle artistiche. Picasso e Braque, infatti, scettici dei primi esiti cubisti, approdarono al cosiddetto cubismo sintetico, caratterizzato da un ammorbidimento del rigore geometrico delle forme del cubismo analitico, e dall'impiego pressoché sistematico dei papier collé e dei collage.

#### IBalletti russi

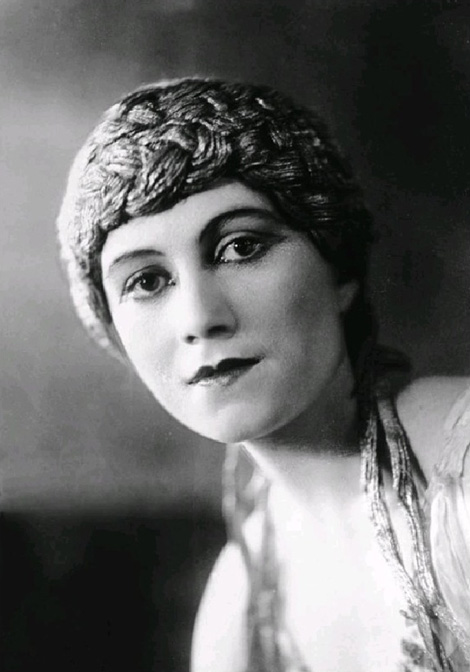
Ol'ga Khochlova in una fotografia del 1916 circa. Picasso la sposò nel 1918.

La prima guerra mondiale colse Picasso mentre era in vacanza ad Avignone; furono anni difficili, in quanto egli dovette separarsi dai suoi numerosissimi amici francesi, tutti mobilitati per lo scoppio del conflitto. Fu così che i vari componenti della bande à Picasso si smembrarono: se Braque e Derain vennero entrambi arruolati sotto le armi, Apollinaire partì volontariamente per il fronte (morirà nel 1918), mentre Gertrude Stein e Kahnweiler, appena sorpresi dalla tragedia bellica, si rifugiarono rispettivamente in Inghilterra e in Italia.
Picasso, essendo cittadino spagnolo, rimase invece a Parigi: fu qui che conobbe un giovane Jean Cocteau, che coinvolse l'artista nella realizzazione di sipari, scene e costumi per Parade, il balletto che stava realizzando per la famosa compagnia dei Balletti russi di Sergej Pavlovič Djagilev. Il 17 febbraio 1917 i due partirono alla volta di Roma, dove la compagnia stava dando le prove per il balletto; nell'Urbe Picasso ebbe l'opportunità di conoscere i futuristi e gli artisti della Secessione e di venire a contatto con l'arte rinascimentale e classica, e fu anche a Napoli (dove si accostò all'arte pompeiana e alla tradizione iconografica della maschera di Pulcinella), Firenze e Milano. Nel frattempo, si invaghì di una delle ballerine del Balletto, Ol'ga Khochlova, figlia di un colonnello dell'esercito imperiale russo, con la quale si sposò. Il matrimonio, celebrato il 17 luglio 1918 nella chiesa russa di Parigi, fu anche coronato nel febbraio 1921 dalla nascita di un figlio maschio, Paulo.
La commedia dell'arte e la pittura italiana avvicinarono Picasso a una nuova svolta stilistica, verso il cosiddetto «periodo neoclassico»: echi di quest'esperienza sono riscontrabili nei quadri della prima metà degli anni venti, caratterizzati da immagini sintetiche, rese volumetriche monumentali e composizioni molto equilibrate (degni di nota, in tal senso, La lettura della lettera e Il flauto di Pan).

### La voce del Novecento

#### Picasso Furioso

##### Sogni e menzogne di Franco
Negli anni successivi, Picasso incominciò a godere di una solidissima notorietà: numerosissime furono le esposizioni tra il 1930 e il 1939 (quando, sotto il regime di Hitler, l'artista cominciò a essere denigrato come fautore di un'«arte degenerata»). Tra le esposizioni degne di nota, vi furono quelle a New York, Parigi, e in Inghilterra e Spagna.
Nel frattempo, nel 1934, Picasso fece ritorno in Spagna, e questo nuovo contatto con la terra nativa vivificò in lui le sue vecchie passioni, quali la corrida, la lotta coi galli e le tradizioni popolari. Il clima politico che si respirava in Spagna, tuttavia, non era più quello della sua gioventù: dal luglio del 1936 al marzo del 1939, infatti, la Spagna fu teatro di una sanguinosa guerra civile che vide scontrarsi le truppe fedeli al governo repubblicano con le milizie nazionaliste di Francisco Franco, il quale sarebbe riuscito a imporre alla Spagna un regime dittatoriale ispirato al fascismo, durato fino al 1975.
Picasso, che per un periodo fu anche direttore, in absentia, del Museo del Prado (dal 1936 al 1939), fu intimamente scosso dalla tragedia patria, e denunciò spietatamente la sollevazione militare di Franco nel 1937 incidendo un pamphlet intitolato Sogni e menzogne di Franco (Sueños y mentiras de Franco), dove il generale diventa un mostro senza vita e umanità che compie azioni grottesche e raccapriccianti.

##### Guernica
Fuggito prudentemente dalla Spagna nel 1936 a causa della guerra civile, ritornò in Francia dove venne incaricato, nel 1937, della realizzazione di una sua grande opera per rappresentare la Seconda Repubblica Spagnola al posto di onore del Padiglione Spagnolo nell'Esposizione Universale di Parigi del 1937. L'ispirazione per l'opera arrivò nell'aprile del 1937 quando venne colto dalla notizia dello sterminio della popolazione della città di Guernica, cinicamente rasa al suolo dalla furia distruttrice di un bombardamento aereo nazista, inteso come un semplice esperimento terroristico.
Picasso non volle mai entrare nella disputa della guerra civile allora combattuta in Spagna da Francisco Franco anche se la sua arte era considerata dal fascismo come "arte degenerata", ma venne drammaticamente turbato dal feroce crimine verso l'umanità e assorbito nella volontà di denunciare le atrocità belliche a tutto il mondo, così che velocemente stese Guernica, un'opera presentata al mondo nell'Esposizione Universale di Parigi e destinata a diventare un'icona del '900. Ricorrendo a un monocromo giocato esclusivamente sui toni del grigio, eco delle foto in bianco e nero che documentavano la tragedia, Picasso racconta la drammaticità del bombardamento raffigurando una stanza nella quale figurano volti deformi, corpi sfatti e cavalli moribondi, restituendoci una delle opere che meglio incarnano il suo impegno morale e civile.

#### La seconda guerra mondiale
I mesi successivi alla redazione di Guernica furono assai intensi: nell'autunno 1937 Picasso visitò a Berna Paul Klee, e l'anno successivo stette per qualche mese a Mougins in compagnia del poeta surrealista Paul Éluard, che si guadagnò le simpatie del maestro andaluso con la pubblicazione della lirica Vittoria di Guernica.
Nel frattempo, Picasso incominciò a essere afflitto sia dai numerosi attacchi di sciatica sia dall'imminenza della seconda guerra mondiale: giudicando ormai inutile rimanere a Parigi, città dove non si faceva che parlare del conflitto incombente, decise di trasferirsi a Royan, cittadina situata nel dipartimento della Charente Marittima che venne poi occupata dall'esercito nazista. Picasso decise di allontanarsi da Royan quando si seppe della stipula del secondo armistizio di Compiègne: non trovando altri motivi per proseguire quello che sostanzialmente era un esilio volontario, l'artista fece ritorno nella Parigi occupata. Le milizie naziste non infastidirono né molestarono Picasso, malgrado fosse «il più degenerato degli artisti»; l'unico divieto che gli venne imposto fu quello di esporre le sue opere al pubblico.

#### Antibes e Vallauris

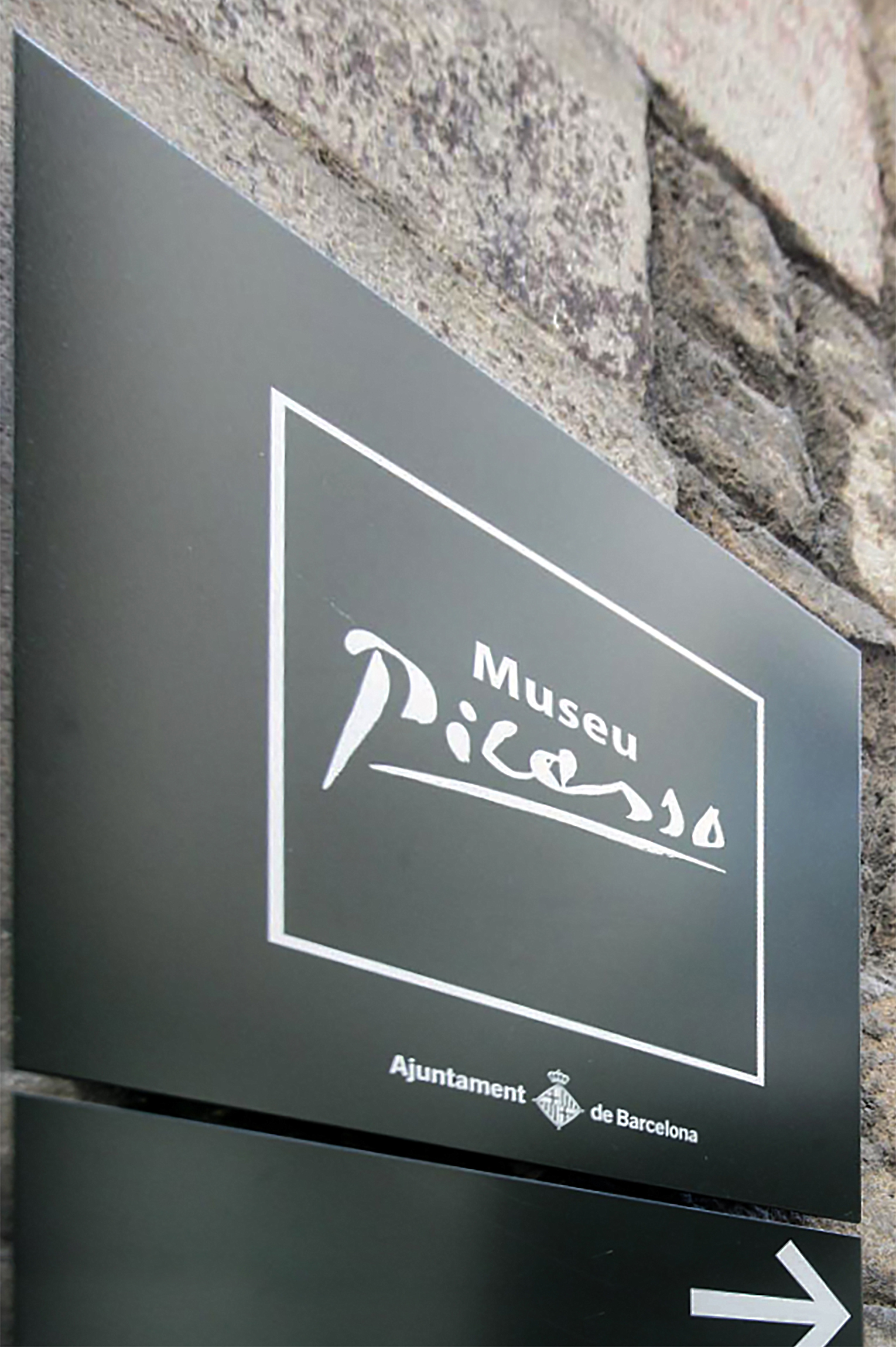
Segnaletica direzionale al Museo Picasso di Barcellona, istituito nel 1963.

Nel 1945, quando finalmente terminò il conflitto, Picasso sentì l'improvviso bisogno di evadere da Parigi, dove si sentiva oppresso, e di lasciarsi la guerra alle spalle: fu così che si ritrovò ad Antibes, rinomato centro turistico delle Alpi Marittime francesi. In questa cittadina l'artista, si sentì pervaso da un arcadico senso di joie de vivre, che si riflette pure nelle opere realizzate in questo periodo: degna di nota è Pastorale, dove un fauno e una ninfa danzanti, realizzati con colori festosi e solari, diventano emblemi del desiderio di vita, libertà, e amore. Successivamente, Picasso si trasferì nella città di Vallauris dove venne avviato alla modellazione della ceramica, coltivando una fruttuosa collaborazione con il laboratorio di Suzanne Ramié.
Ciò malgrado, Picasso non trascurò affatto l'arte grafica: tra le opere di maggiore respiro realizzate a Vallauris vi è infatti il monumentale quadro La Guerra e la Pace, sempre per accusare la guerra e la violenza.

### Ultimi anni e morte
Rimase inoltre distante dal movimento indipendentista catalano, benché durante gli anni giovanili esprimesse un generale supporto e amicizia a numerosi dei suoi attivisti. Nessun movimento politico sembrava coinvolgerlo in grande misura, ciò nonostante si iscrisse al partito comunista francese. Dopo la seconda guerra mondiale Picasso si reiscrisse al partito comunista francese e partecipò a una conferenza internazionale per la pace in Polonia. Le critiche del partito rivolte a un suo ritratto di Stalin ritenuto insufficientemente realistico raffreddarono tuttavia il suo impegno politico, anche se rimase membro del partito fino alla sua morte.
Nel 1949, recandosi a Roma per l'assemblea della presidenza mondiale del movimento dei Partigiani della pace, in una celebre colazione ritrasse con uno schizzo a matita il volto "splendente" di Rita Pisano (anch'ella presente in quell'occasione, e componente di spicco del comitato dei pacifisti), e lo intitolò La jeune fille de Calabre. L'opera è oggi conservata nella collezione privata che apparteneva a Carlo Muscetta.
Durante i suoi soggiorni romani frequenta l'Osteria Fratelli Menghi, intorno alla quale si ritrovano tutti gli artisti di Roma, pittori, poeti, ma anche attori, registi e sceneggiatori.
In seguito, Picasso si dedicò con assoluta dedizione alla rivisitazione dell'immenso patrimonio artistico dell'Occidente; fu così che nacquero Las Meninas, esplicitamente desunto dal celebre dipinto di Velázquez, Le donne di Algeri (in un confronto diretto con la tela di Delacroix), e personali interpretazioni di opere di diversi altri artisti tra i quali Cranach, Poussin, Rembrandt, David, e Courbet. Serbò in particolare una speciale predilezione per la Colazione sull'erba di Manet, sulla quale plasmò diversi disegni e varianti dipinte. A testimonianza del suo valore artistico, nel 1963 venne istituito a Barcellona il Museo Picasso, con dipinti, sculture e opere grafiche picassiane donate da Jaime Sabartés; lo stesso artista donerà poi alla città catalana circa mille opere tra disegni, incisioni e dipinti.
Pablo Picasso muore a Mougins l'8 aprile 1973, stroncato da un edema polmonare acuto, alla veneranda età di 91 anni. Fu sepolto nel parco del castello di Vauvenargues, nel sud della Francia.
Nel 2003 viene inaugurato a Malaga, sua città natale, il Museo Picasso, che raccoglie in esposizione permanente oltre 200 opere dell'artista spagnolo.

## Produzione artistica

### Periodo Blu
Partendo dal 1901 lo stile pittorico di Picasso incominciò a presentare tratti originali e nuove soluzioni artistiche; in quell'anno, infatti, ha inizio il cosiddetto «periodo blu», che si protrae sino alla primavera del 1904. Questa fase artistica picassiana, come già accennato, scaturì in seguito alla morte suicida dell'amico Carlos Casagemas, come affermato dallo stesso maestro andaluso:
(Pablo Picasso)
I dipinti appartenenti al periodo blu sono dominati da toni freddi e spenti, affidati all'utilizzo monocromatico del colore blu, in tutte le sue sfumature possibili: Picasso scelse il blu, colore allo stesso tempo bello e spietato, in ragione della sua forza espressiva, ma soprattutto per la sua pregnante valenza psicologica, che consente di trascendere dalle naturalistiche descrizioni. È in questo modo che Picasso, colorando le proprie opere di blu e riducendo al minimo gli elementi decorativi, denuncia la progressiva decadenza del mondo intorno a sé, trattando temi quali la miseria, la malattia, la vecchiaia, e l'infermità.
Le opere del periodo blu «rivelano una malinconia sottile e poetica e una malcelata inquietudine personale» (RestaurArs) e sono popolate da personaggi senza speranza, perlopiù poveri ed emarginati: esiliati, disperati, arlecchini, detenuti e mendicanti sono figure che Picasso indaga impietosamente, caricandole di una matrice patetica e di un alone di mistero e di tristezza.

### Periodo Rosa
A partire dalla tarda primavera del 1904 fino al 1906, Picasso smise di usare il blu, considerandolo freddo e impersonale, e adottò una tavolozza composta da gradazioni più calde e delicate, dando così inizio a quello che i critici definiscono periodo rosa. Il colore qui impiegato, come si può facilmente dedurre, è il rosa nelle sue sfumature più tenere e chiare, che danno vita a un'atmosfera ingenua, fanciullesca, quasi dolcificata, enfatizzata dalla morbidezza e dall'eleganza del disegno.
Il passaggio dal periodo blu a quello rosa non interessa solo l'apparato cromatico, reso con tinte pastello, diafane, sospese, ma coinvolge anche i motivi. L'atmosfera decadente del periodo blu, infatti, qui cede il posto al mondo del circo, popolato da agili acrobati, bambini, pagliacci corpulenti, equilibristi vestiti in guaina arlecchina e fragili ballerine; si viene così a creare un mondo dall'atmosfera idilliaca, sospesa tra realtà e fantasia, in linea con la tensione onirica delle opere naïf di Henri Rousseau, che Picasso avrebbe poi conosciuto e apprezzato. Il maestro andaluso, in questo modo, intendeva esprimere una visione maggiormente ottimistica del mondo, libera della componente tragica del periodo blu, ma ancora carica di un senso di infinita malinconia, come notato dalla Stein:

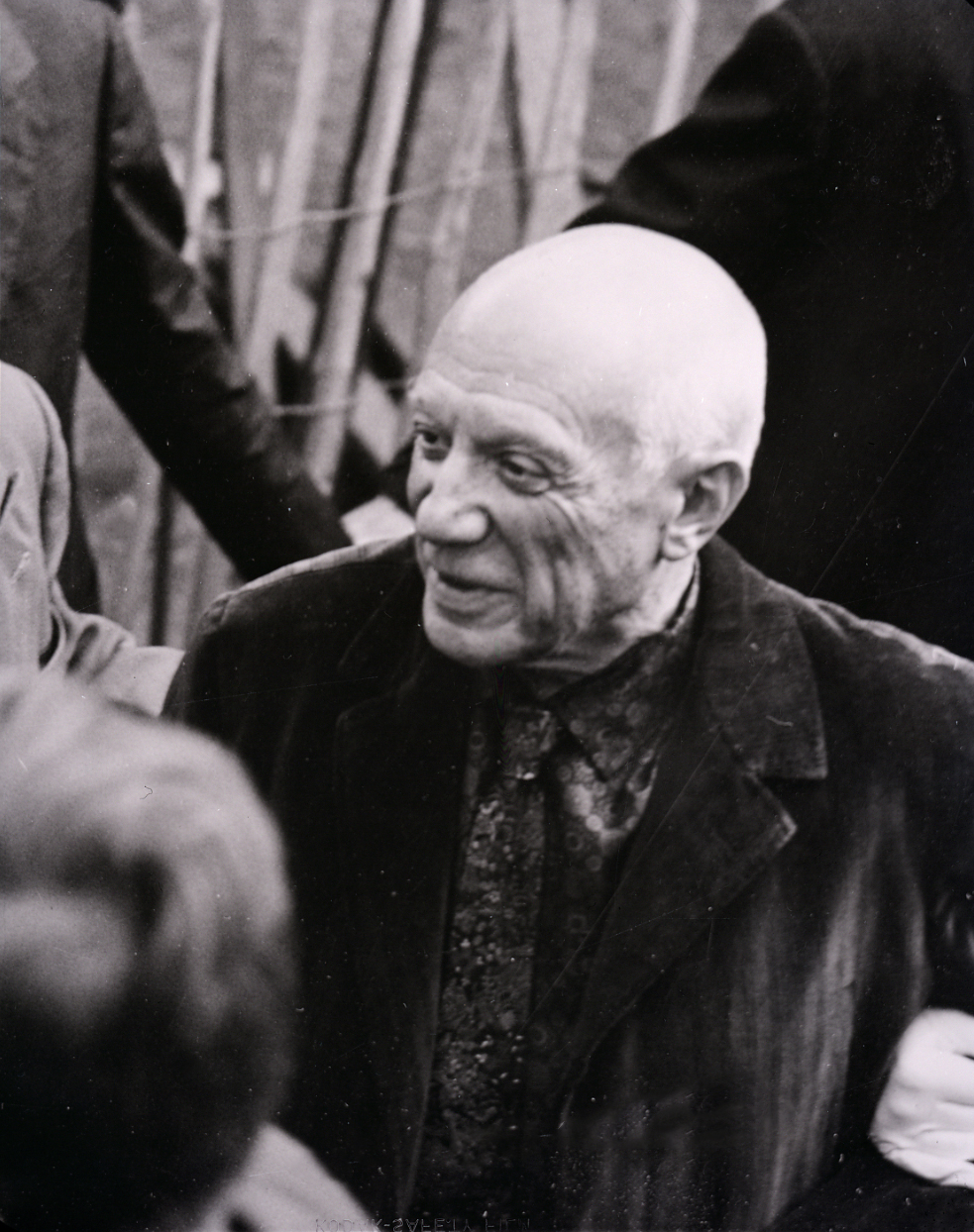
Pablo Picasso in una foto di Paolo Monti del 1953 in occasione della mostra organizzata a Palazzo Reale a Milano.

(Gertrude Stein)

### Cubismo
Per superare ogni forma tradizionale di rappresentazione del mondo, sino ad allora ritratto rispettando le dinamiche della visione ottica umana, al principio del Novecento, Picasso - meditando sulle ricerche artistiche di Cézanne, Gauguin, Van Gogh e Manet, che pure tentarono di abbandonare le norme accademiche, ideò un nuovo modo di dipingere, cristallizzato nella definizione di «cubismo».
Quello cubista è stato un modo di dipingere totalmente inedito e originale. Picasso e Braque, infatti, dipingono oggetti della realtà quotidiana (chitarre, violini, boccali, frutta) frammentandoli in diverse schegge di realtà, viste tutte da angolazioni diverse, e poi finalmente sovrapposte in un nuovo ordine. Questo per mostrare lo scorrere del tempo e le diverse sensazioni e percezioni che si hanno di fronte a uno stesso oggetto in due momenti diversi, facendo riferimento alle teorie del filosofo francese Henri Bergson.
In questo modo si giunge a una rappresentazione delle cose nella loro interezza, in profonda antitesi con la pittura tradizionale, che avrebbe dipinto lo stesso oggetto frontalmente, trattando in questo modo una sola dimensione.
Nel 1954 Picasso espose nella Mostra del disegno e dell'incisione contemporanea insieme con Ibrahim Kodra, Modigliani, Rouault e Dufy a Chiavari.

## L'impegno politico
A partire dagli ultimi anni della seconda guerra mondiale, a seguito della liberazione di Parigi in particolare, Picasso non nascose la sua vicinanza ideologica al comunismo.
Il 24 ottobre 1944 annuncia la sua adesione al Partito Comunista Francese.
Nel 1953, alla morte di Stalin, il poeta Louis Aragon chiese all'artista un disegno per la prima pagina delle Lettres françaises e Picasso gli consegnò lo schizzo “Alla tua salute Stalin!”, realizzato nel 1949 in occasione del compleanno del leader comunista; il disegno scatenerà una polemica in seno al Partito Comunista e segnerà il distacco definitivo di Picasso dal partito.
Importante è l'impegno di Picasso per il movimento pacifista: è infatti dovuta a lui la diffusione della colomba come simbolo internazionale della pace, già presente con questo stesso significato nel dipinto di Guernica del 1937.

## Alcune opere
- Moulin de la Galette (1900)
- Autoritratto (1901)
- Evocazione (1901)
- Arlecchino pensoso (1901)
- Autoritratto (Picasso MoMA) (1901)
- La espera (Margot) (1901)
- Donna in blu (1901)
- I due saltimbanchi (1901)
- La bevitrice d'assenzio (1901)
- Ritratto di Jaime Sabartès (1901)
- Le due sorelle (1902)
- Poveri in riva al mare (1903)
- La famiglia Soler (1903)
- La Vita (1903)
- Madre con bambino malato (1903)
- Ritratto di Benet Soler (1903)
- Il vecchio chitarrista cieco (1903)
- Il vecchio ebreo (1903)
- La Celestina (1904)
- L'attore (1904 - 1905)
- Acrobata e giovane equilibrista (1905)
- Due acrobati con cane (1905)
- Famiglia di acrobati con scimmia (1905)
- Famiglia di saltimbanchi (1905)
- Ragazza di Maiorca (1905)
- Ragazzo con pipa (1905)
- Ragazzo che conduce un cavallo (1905-06)
- Ritratto di Gertrude Stein (1905-06)
- Autoritratto con tavolozza (1906)
- Due fratelli (1906)
- Autoritratto (1907)
- Les demoiselles d'Avignon (1907)
- Donna con ventaglio (1908)
- La casetta in giardino (1908)
- La contadina (1908)
- La driade (1908)
- Amicizia (1908)
- Tre donne (1908-09)
- Serbatoio a Horta de Ebro (1909)
- Donna con mandolino (1909)
- Donna con pere (1909)
- Donna con ventaglio (1909)
- Fabbrica di mattoni a Tortosa (1909)
- L'appuntamento (1909)
- Natura morta con bottiglia di liquore (1909)
- Ritratto di Ambroise Vollard (1909-10)
- Ma Jolie (1911-12)
- Le pigeon aux petit pois (1911)
- Chitarra (1912-1913)
- Natura morta con sedia impagliata (1912)
- Violino, bicchiere di vino, pipa e calamaio (1912)
- Chitarra (1913)
- Donna con camicia in poltrona (1913)
- Violino e fruttiera (1913)
- Bottiglia di Bass, clarinetto, chitarra, violino (1914)
- Chitarra sul tavolo (1914)
- Natura morta verde (1914)
- Ritratto di ragazza (1914)
- Arlecchino (1917)
- Sipario per Parade (1917)
- Ritratto di Olga in poltrona (1917)
- Pierrot (1918)
- Bicchiere, bouquet, chitarra e bottiglia (1919)
- Donna seduta (1920)
- I tre musici (1921)
- Tre donne alla fontana (1921)
- Grande bagnante (1921-22)
- Due donne che corrono sulla spiaggia (1922)
- Arlecchino - Ritratto di Jacinto Salvado (1923)
- Il flauto di Pan (1923)
- Arlecchino musicista (1924)
- Paulo vestito da Arlecchino (1924)
- Il bacio (1925)
- I tre ballerini (1925)
- Studio con testa di gesso (1925)
- L'atelier della modista (1926)
- La nuotatrice (1929)
- Bagnante seduta (1930)
- La crocifissione (1930)
- Donna nuda su una poltrona rossa (1932)
- Il sogno (1932)
- Ragazza davanti allo specchio (1932)
- Studio per la copertina di Minotaure (1933)
- Corrida (1934)
- Nudo in giardino (1934)
- Due personaggi (1934)
- La Musa (1935)
- Minotauromachia (1935)
- Jeune fille endormie (1935)
- Donna che piange (1937)
- Ritratto di Marie-Thérèse (1937)
- Sulla spiaggia (1937)
- Guernica (1937)
- Dora Maar seduta (1937)
- Ritratto di Nush Eluard (1937)
- Donna con cappello e colletto di pelliccia (1937)
- Donna seduta (1938)
- Maya con la bambola (1938)
- Il maglione giallo (1939)
- Natura morta con testa di toro (1942)
- Serenata al mattino o L'aubade (1942)
- Le tre età dell'uomo (1942)
- Femme en vert (1943-44)
- La joie de vivre (1946)
- La cucina (1948)
- Massacro in Corea (1951)
- L'ombra (1953)
- Donne di Algeri (1955)
- Donna nuda davanti al giardino (1956)
- Las Meninas (1957)
- La Californie (1958)
- Jacqueline au ruban jaune (1961-62)
- Femme assise - Jacqueline (1962)
- Femme sur un fauteuil (1962)
- Il pittore e la modella (1963)
- Ragazzo con aquila e cavaliere (1967)
- Visage (1970)
- Donna sul divano I (1970-1971)
- "Nu Debout à la Coupe et Homme assise" (1968)

## Nella cultura di massa

### Opere Audiovisive

#### Documentari
- Van Renoir tot Picasso, regia di Paul Haesaerts (1948)
- Bezoek aan Picasso, regia di Paul Haesaerts (1949)
- Picasso, regia di Luciano Emmer (1954)
- Il mistero Picasso (Le Mystère Picasso), regia di Henri-Georges Clouzot (1960)
- Picasso, regia di Charles Eames e Ray Eames (1967)
- Picasso, regia di Edward Quinn (1969)
- Picasso: The Man and His Work, regia di Edward Quinn (1976)
- Picasso: A Painter's Diary, regia di Perry Miller Adato (1980)
- Guernica - Pablo Picasso und die Politik, regia di Klaus Figge e Gert Kairat (1981)
- Le Cantique des créature: Pablo Picasso pintor, regia di Frédéric Rossif (1982)
- Picasso, regia di Didier Baussy (1985)
- O Picasso, regia di Gilles Carle e Camille Coudari (1985)
- Pablo Picasso: Réminiscences, regia di Fabienne Strouve (1989)
- Yo Picasso, regia di Sharon Maguire (1994)
- Matisse-Picasso, regia di Philippe Kohly (2002)

#### Cortometraggi
- Málaga y Picasso, regia di Miguel Alcobendas (1976)
- Matisse & Picasso: A Gentle Rivalry, regia di Ginny Martin e Rob Tranchin (2001)

#### Lungometraggi
- Le avventure di Picasso (Picassos äventyr), regia di Tage Danielsson (1978)
- Surviving Picasso, regia di James Ivory (1996)

#### Televisione
- El Joven Picasso, regia di Juan Antonio Bardem - film TV (1993)
- Genius, serie TV, seconda stagione (2018)

### Aziende automobilistiche
- Nel 1998 l'azienda automobilistica francese Citroën sottoscrive un accordo con gli eredi del pittore per l'utilizzo del suo cognome nella denominazione delle automobili e per l'incisione della sua firma su di esse[51]. Il sodalizio si conclude nel 2018.